# Marc Valeri Màxim
|  | Aquest article tracta sobre un magistrat romà. Vegeu-ne altres significats a «Valeri Màxim». |

Marc Valeri Màxim (en llatí Marcus Valerius M. F. M N. Maximus) va ser un magistrat romà del segle iv aC. Formava part de la gens Valèria, una molt antiga gens romana d'origen sabí.
Portava el renom de Corrí (Corrinus). Va ser quatre vegades pretor i finalment cònsol l'any 312 aC. Com a cònsol va rebre la província de Samni. Va ser llegat del dictador Luci Papiri Cursor Mugil·là l'any 308 aC i censor el 307 aC i en el seu període va estendre o millorar els camins d'algunes zones.